# Wereldkampioenschappen baanwielrennen 1932
De wereldkampioenschappen baanwielrennen 1932 werden van 27 augustus tot en met 4 september 1932 gehouden in het Italiaanse Rome. Er stonden drie onderdelen op het programma, twee voor beroepsrenners en een voor amateurs.

## Uitslagen

### Beroepsrenners
| Onderdeel | Goud             | Goud      | Zilver         | Zilver          | Brons         | Brons           |
| --------- | ---------------- | --------- | -------------- | --------------- | ------------- | --------------- |
| Sprint    | Jef Scherens     | België    | Lucien Michard | Frankrijk       | Mathias Engel | Weimarrepubliek |
| Stayeren  | Georges Paillard | Frankrijk | Walter Sawall  | Weimarrepubliek | Erich Möller  | Weimarrepubliek |

### Amateurs
| Onderdeel | Goud           | Goud            | Zilver     | Zilver | Brons        | Brons      |
| --------- | -------------- | --------------- | ---------- | ------ | ------------ | ---------- |
| Sprint    | Albert Richter | Weimarrepubliek | Nino Mozzo | Italië | Franz Dusika | Oostenrijk |

### Medaillespiegel
| Plaats | Land            | Goud | Zilver | Brons | Totaal |
| 1      | Weimarrepubliek | 1    | 1      | 2     | 4      |
| 2      | Frankrijk       | 1    | 1      | 0     | 2      |
| 3      | België          | 1    | 0      | 0     | 1      |
| 4      | Italië          | 0    | 1      | 0     | 1      |
| 5      | Oostenrijk      | 0    | 0      | 1     | 1      |
| Totaal | Totaal          | 3    | 3      | 3     | 9      |